# Valeri Kirpotine
Valeri Iakovlevitch Kirpotine (Валерий Я́ковлевич Кирпо́тин), né Semion Izraïlievitch Rabinovitch (Семён Израилевич Рабинович le 29 octobre/10 novembre 1898 à Kowno et mort le 29 mai 1997 à Moscou, est un spécialiste marxiste-léniniste et soviétique de littérature, critique littéraire, docteur en sciences philologiques. Il est distingué comme scientifique émérite de la RSFSR en 1969.

## Biographie
Il naît dans une famille juive ashkénaze. Son père, Izraïl Beïnassovitch Rabinovitch (1865-1928), est originaire de la bourgade de Malaty et instituteur dans le primaire à Krottingen (1900-1904), puis directeur d'une école populaire juive à Onikchtchy dans l'ouïezd de Wiłkomierz (1904-1908), et à partir de 1908 enseignant à Minsk; en 1915, il est évacué devant l'avancée allemande avec sa famille à Oriol.
Jusqu'en 1904, le jeune Semion vit avec sa famille à Krottingen, jusqu'en 1908 à Onikchtchy. Jusqu'en 1915, il étudie au lycée public de Minsk et en 1918 il est diplômé du 2e gymnasium Alexis d'Oriol. Après la Révolution de Février, il adopte les idées révolutionnaires, se portant d'abord en faveur des mencheviks sous l'influence de Valerian Pereverzev qui est alors ambulancier militaire. En février 1918, Semion Rabinovitch devient secrétaire de rédaction au journal du groupe de détachement de Briansk de l'Armée rouge. En septembre 1918, il entre à l'Institut commercial de Moscou, mais abandonne bientôt ses études et part pour Toula, où il devient rédacteur du journal local Le Communard. En novembre 1918, il est admis au parti communiste de Russie (fraction bolchévique). Il est envoyé au front de la guerre civile au printemps 1919 à Kherson, où jusqu'à ce que son unité soit capturée par les troupes de Denikine en juin 1919, il est rédacteur-en-chef du journal La Pravda de Kherson. Ensuite, il est rédacteur du journal de la 58e division du groupe des forces du Sud, au département spécial autorisé de la 12e armée (Front sud-ouest). À la fin de 1919, il est frappé du typhus et se trouve à l'hôpital jusqu'en août 1920.
Il est démobilisé et retourne à Oriol, nommé rédacteur au journal Izvestia du PC local. En août 1921, il suit des cours de marxisme à l'académie du parti à Moscou jusqu'à l'été 1922. IL poursuit ensuite ses études à l'Institut des cadres rouges. Il suit ensuite des cours en Autriche, en Tchécoslovaquie, en Allemagne et en Suisse en qualité d'agent du Komintern pour l'organisation d'écoles de marxisme.
Il est diplômé en 1925, ainsi que l'Institut de littérature et de langue de l'académie du parti en 1928. Il dirige la chaire de marxisme à l'académie militaire politique de matérialisme Tolmatchiov (1925-1932). En parallèle, Kirpotine dirige le département d'histoire du matérialisme à l'Institut scientifique et de recherche du marxisme-léninisme. En octobre 1931, après la réorganisation de l'institut en institut de littérature, d'art et de langue du département de Léningrad de l'académie du parti communiste, il en est nommé le directeur. Il est membre de la rédaction de la revue Problèmes du marxisme rattachée à cet institut.
En 1932-1936, il dirige le secteur des belles lettres de l'agitprop du comité central du parti communiste et en même temps il est secrétaire du comité d'organisation de l'Union des écrivains d'URSS (après le congrès de l'Union des écrivains, il devient membre du Bureau de l'Union des écrivains). À partir de 1932, il enseigne à l'Institut des professeurs rouges; il est nommé professeur en 1935. Il est l'auteur de livres sur Dmitri Pissarev, Saltykov-Chtchedrine, Cholokhov, Leonov, Dostoïevski, ainsi que du livre Les Précurseurs idéologiques du marxisme-léninisme en Russie (1930). Il écrit le livre L'Héritage de Pouchkine et le communisme (1937). En 1936, il reçoit le grade de docteur en sciences philologiques, sans même soutenir de thèse !
Du milieu d'août au milieu d'octobre 1941, il est secrétaire  de l'Union des écrivains. Pendant la panique d'octobre 1941, il essaye sous l'ordre d'Alexandre Fadeïev d'organiser l'évacuation des écrivains sans succès. Il est donc accusé d'être un « paniqueur » par Fadeïev pour avoir voulu brûler des documents secrets de l'Union des écrivains. Kirpotine parvient à partir pour Kazan, puis pour Tachkent. En janvier 1942, il retourne à Moscou. En avril 1942, il est nommé travailleur politique du front de la défense aérienne de Moscou.

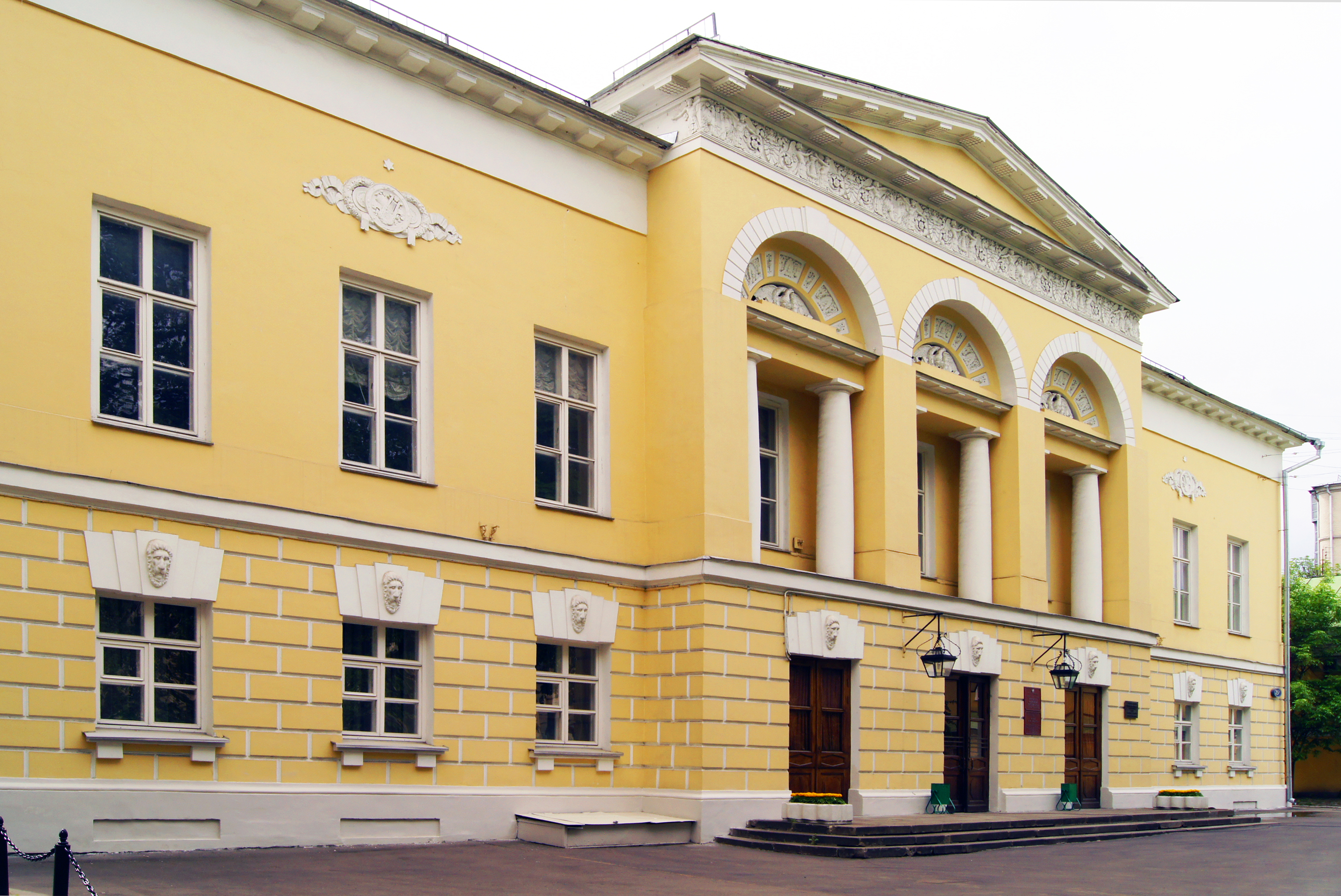
Institut de littérature mondiale Gorki.

Après la fin de la guerre, Kirpotine continue à travailler à l'Institut de littérature mondiale Gorki (à partir de la fin de 1945 jusqu'en février 1947, il en est vice-directeur). Il étudie l'œuvre de Dostoïevski. Le 6 décembre 1946, Kirpotine prend la parole lors d'une réunion élargie du présidium de l'Union des écrivains et qualifie la nouvelle de M.M. Zochtchenko, Avant le lever du soleil, d'œuvre « anti-artistique, étrangère aux intérêts du peuple ». Pendant la période de la « lutte contre le cosmopolitisme » en 1949, Kirpotine est renvoyé de l'Institut et renvoyé du PCUS avec une sévère réprimande.
Pendant la période du dégel khrouchtchévien, Kirpotine est rappelé à ses activités d'enseignement et de recherches. Il dirige à partir de 1956 la chaire d'histoire de la littérature russe à l'Institut Gorki (1956-1981); Il s'intéresse en premier chef à l'œuvre de Dostoïevski. Après avoir pris sa retraite, ses cours spéciaux sur Dostoïevski sont continués par Constantin Kedrov.
Kirpotine est enterré au cimetière de Kountsevo.

## Famille
Le mari de sa fille Natalia est l'écrivain Edouard Pachnev. Le couple a publié un recueil de souvenirs sur Valeri Kirpotine, intitulé Le Contemporain du siècle de fer («Ровесник железного века») publié à Moscou en 2006 chez Zakharov. Son petit-fils est le biochimiste américain Dmitri Kirpotine (né en 1956).
Son frère, Ossof Izraïlievitch Rabinovitch (1902-1985), connu sous le pseudonyme de Sergueï Daline, est un économiste spécialiste des États-Unis, délégué à la 3e session du Komsomol (1920), collaborateur du Komintern (en 1922-1927 en Chine, en 1929-1930 à Stockholm, en 1922 et 1929 à Berlin), vice-président de la commission de planification du comité exécutif régional de Krasnoïarsk (1936-1937), en 1937-1954, et il emprisonné puis exilé; candidat au doctorat en sciences économiques (1934), docteur en sciences économiques (1961), à partir de 1956 chercheur scientifique, à partir de 1973 directeur de recherches à l'Institut d'économie mondiale et de relations internationales.

## Distinctions
- Ordre de la Révolution d'Octobre (9 octobre 1978)
- Ordre du Drapeau rouge du Travail (10 juin 1945)
- Scientifique émérite de la RSFSR (1969)

## Citation
Sur le réalisme socialiste:
« Qui aurait pensé que de telles ordures se révéleraient. Nous pensions que la "Défaite" de Fadeïev ressemblait à un essai scolaire sur un sujet moderne. Fadeïev apprendra sans doute pendant encore cinq ans les classiques russes et écrira l'épopée socialiste Guerre et Paix. Et comment ça s'est passé? Ça a commencé par une déroute, ça s'est terminé par une déroute. »